# Saariselkä

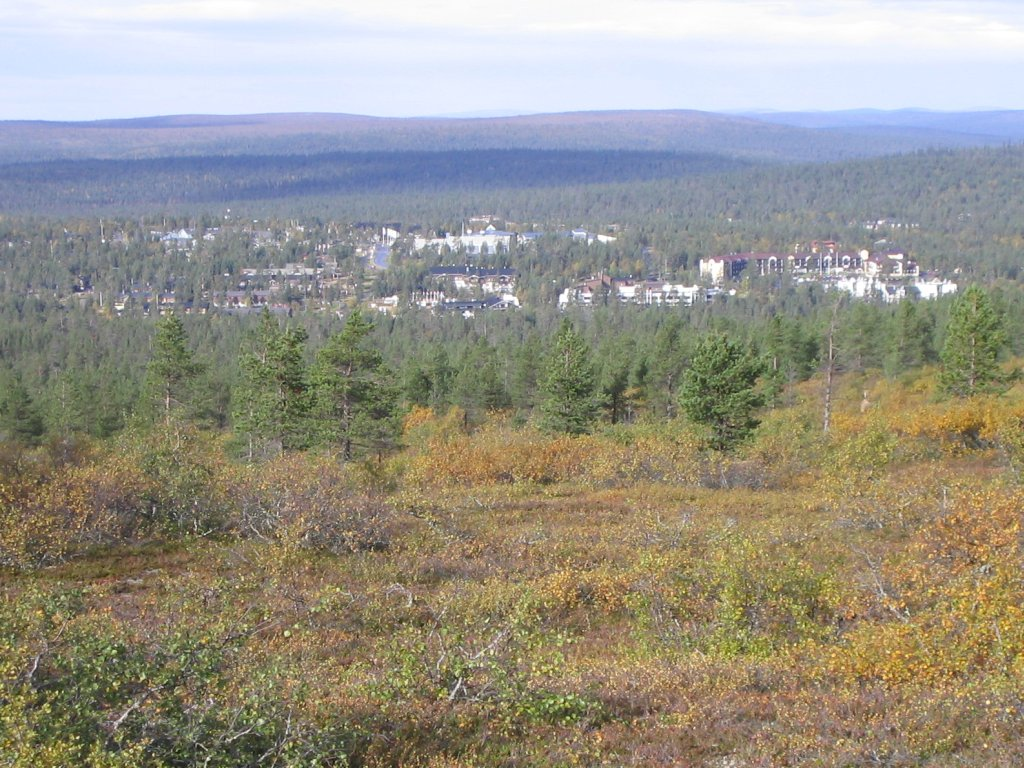
Saariselkä.

Saariselkä (en sami septentrional: Suoločielgi; en sami inari: Suáluičielgi) es un área de montaña y un pueblo en Finlandia. Se sitúa en el noroeste del país, en la Laponia finlandesa, y pertenece a la municipalidad de Inari. Es un destino turístico para deportes de invierno como el esquí de montaña, esquí de fondo, raquetas de nieve o trineo. También es posible hacer senderismo y rutas con bicicletas de montaña o adaptadas para el invierno en la Laponia Finlandesa durante todo el año. 
Su pico más alto es el Sokosti, que alcanza una altura de 717 metros sobre el nivel del mar. Otros picos de la zona de Saariselkä son Kaunispää, Kiilopää, Ukselmapää y Vuomapää. La granulita que compone la mayor parte de las montañas se formó hace unos 2.000 millones de años. Las montañas y los valles fluviales se formaron por movimientos de bloques hace menos de 50 millones de años. La última glaciación se retiró de la zona hace 9 500 años. 
El pueblo de Saariselkä está situado en el municipio de Inari, junto a la autopista 4 de la ruta E-75, 260 km al norte de Rovaniemi y 30 km al sur de Ivalo. El pueblo cuenta con hoteles, restaurantes y centros de negocios. El centro comercial Kuukkeli fue destruido por un incendio en febrero de 2022. El pueblo de Saariselkä también alberga la capilla de San Pablo y la estación de rescate del municipio de Inari. La institución nacional de estadísticas finlandesa (finés: Tilastokeskus, sueco: Statistikcentralen) ha clasificado Saariselkä como asentamiento. El pueblo cuenta con un asentamiento permanente desde 1973. En el censo de 2023, el pueblo tiene una población permanente de 323 personas.
Saariselkä está en parte en el parque nacional de Urho Kekkonen.
El aeropuerto más cercano es el Aeropuerto de Ivalo, desde el cual hay conexiones en autobús hasta Saariselkä.